# ドイツのパン
ドイツのパンではドイツ、ドイツ語圏で食べられているパンについて概説する。

## 概要
大きくは、大型パンのブロート（ドイツ語: Brot）、小型パンのクラインゲベック（ドイツ語: Kleingebäck）に分類される。
ドイツ語圏では一般的に製パンに使われる小麦やライ麦だけではなく、大麦やカラスムギといった他の穀物が使用されることに加えて、通常の粉だけではなく、全粒粉、細挽き、中挽き、粗挽きといった区分による分類があるため、非常にパンの種類が多い。一説では「世界一パンの種類が多い」とも言われ、ブロートで300種類以上、クラインゲベックで1200種類以上、地域特有のパンも含めて3000種類以上あると言われている。
また、ライ麦粉の割合の高いパンの場合には、パン酵母とサワー種が併用して使用されることも特徴として上げられる。
全体的な傾向としては、ドイツ北部では小麦が育ちにくい気候であるためライ麦を使うパンが多く、南部では小麦粉を使うパンが多い。

## ドイツのパン消費量
2013年の調査では、ヨーロッパでの国別のパン消費量ではドイツは8位となっている。
2013年のドイツ国内のパンの年間総売り上げ総額は約88億円になり、一世帯平均にすると各家庭で1か月に約17.80ユーロをパンに費やしていることになる。なお、オーストリアでは各世帯で1か月に約30ユーロとなっている。

## ブロート
ブロート（ドイツ語: Brot）は重量の90%以上が穀物または穀物製品であり、油脂、砂糖などの糖分は全重量の10%以下でなければならない。また、最低重量が250グラムと定められている。250グラムより多い分には規定はないが、500グラム、750グラム、1000グラム、1500グラムなどの単位で販売されることが多い。
名称は単純な単語の組み合わせとなっている。例えば、ロッゲンミッシュブロートはロッゲン（ライ麦）、ミッシュ（混ぜる）、ブロート（パン）の意味であり、「ライ麦粉（と小麦粉）を混ぜたパン」となる。

### ヴァイツェンブロート

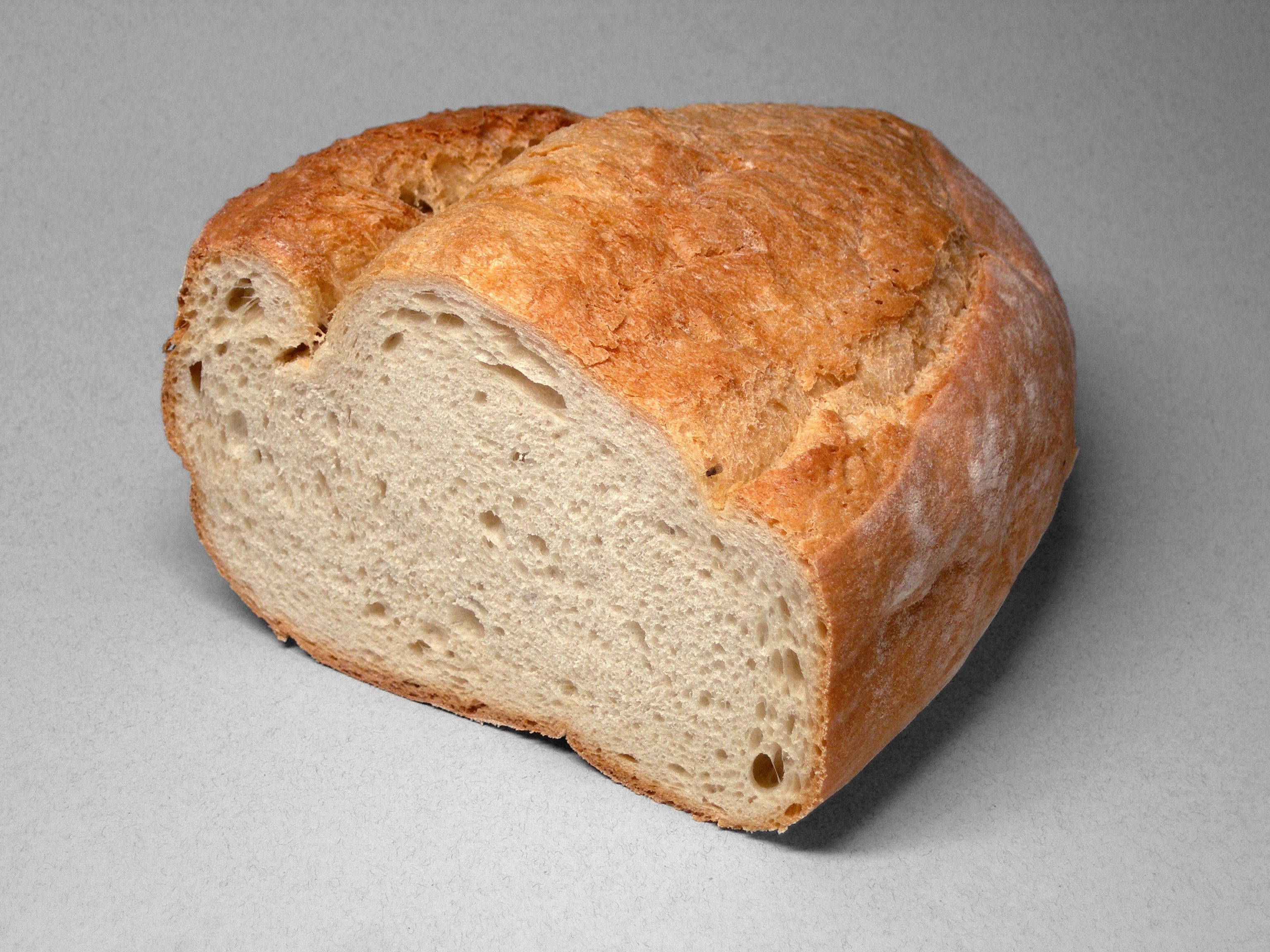
ヴァイスブロート

ヴァイツェンブロート（ドイツ語: Weizenbrot）、またはヴァイスブロートドイツ語: Weißbrot）は、最低でも90%の小麦粉から製造されているブロート。

### ロッゲンブロート

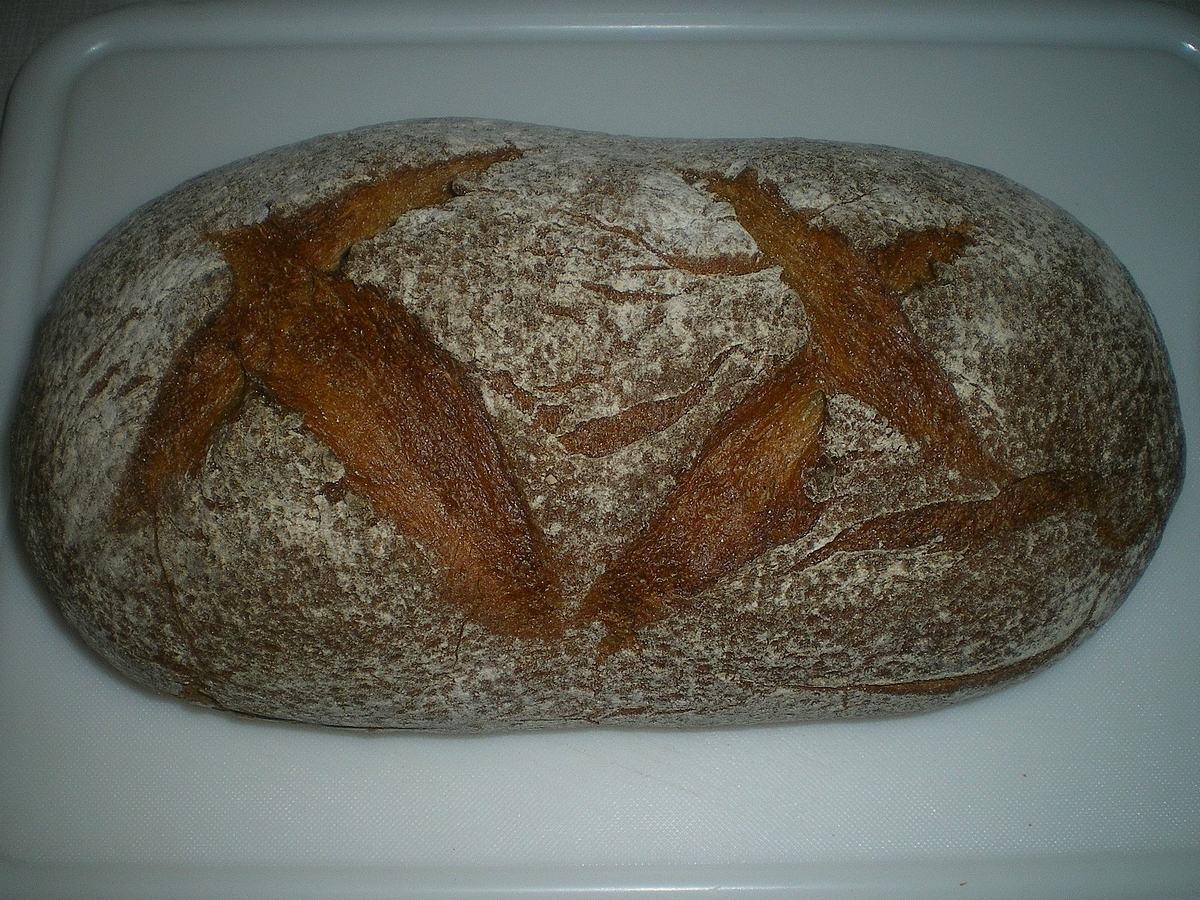
ロッゲンブロート

ロッゲンブロート（ドイツ語: Roggenbrot）は、最低でも90%のライ麦粉から製造されているブロート。

### ミッシュブロート

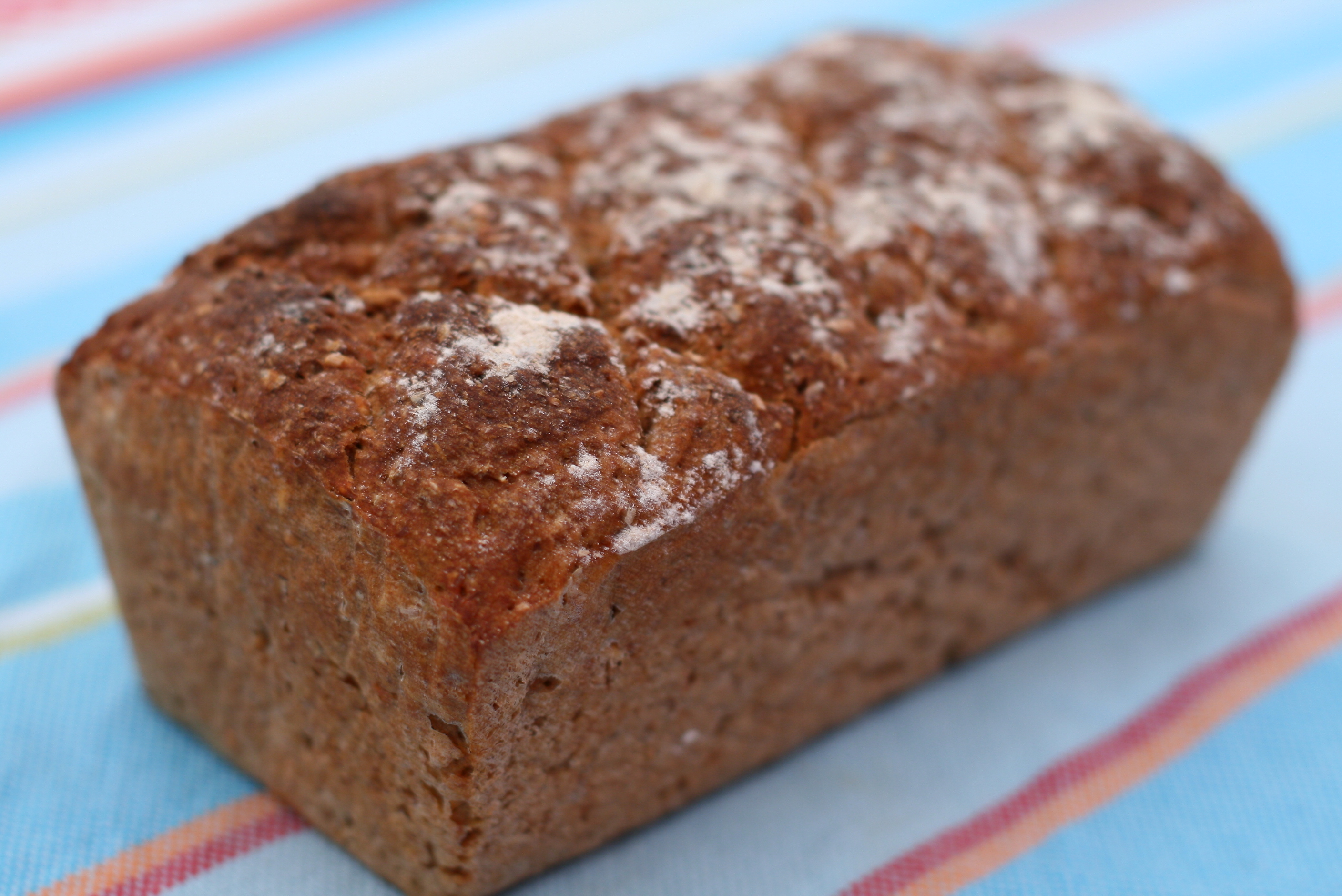
ロッゲンミッシュブロート

ミッシュブロート（ドイツ語: Mischbrot）は小麦粉とライ麦粉を任意の比率で合わせたものを、最低でも90%使用しているブロート。
小麦粉とライ麦粉の使用比率によって以下のように名称が変わる。使用比率が90%以上の場合は、上記のヴァイツェンブロート、ロッゲンブロートとなる。
ヴァイツェンミッシュブロート（ドイツ語: Weizenmischbrot）
小麦粉の比率が51%から89%で製造されているブロート。
ロッゲンミッシュブロート（ドイツ語: Roggenmischbrot）
ライ麦粉の比率が51%から89%で製造されているブロート。

### フォルコルンブロート

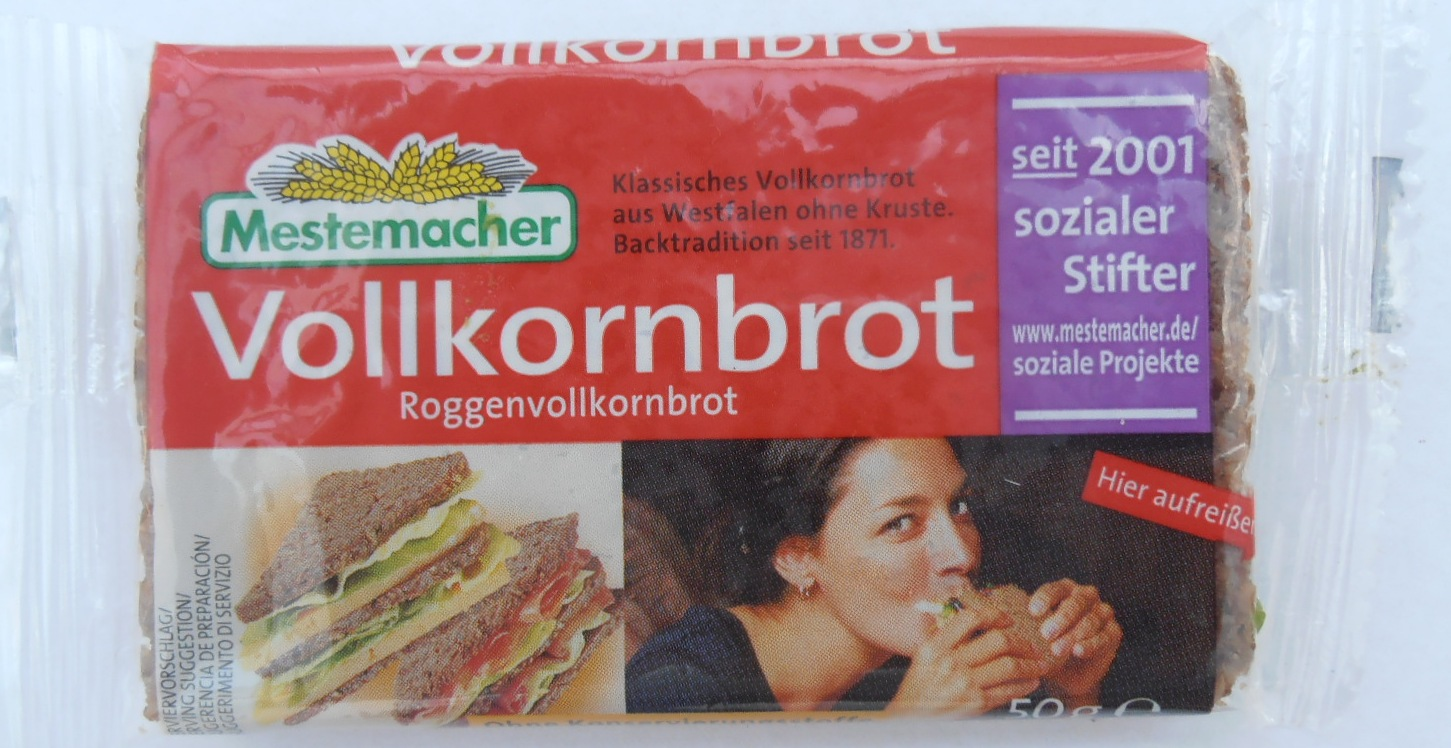
袋に密封されたフォルコルンブロート

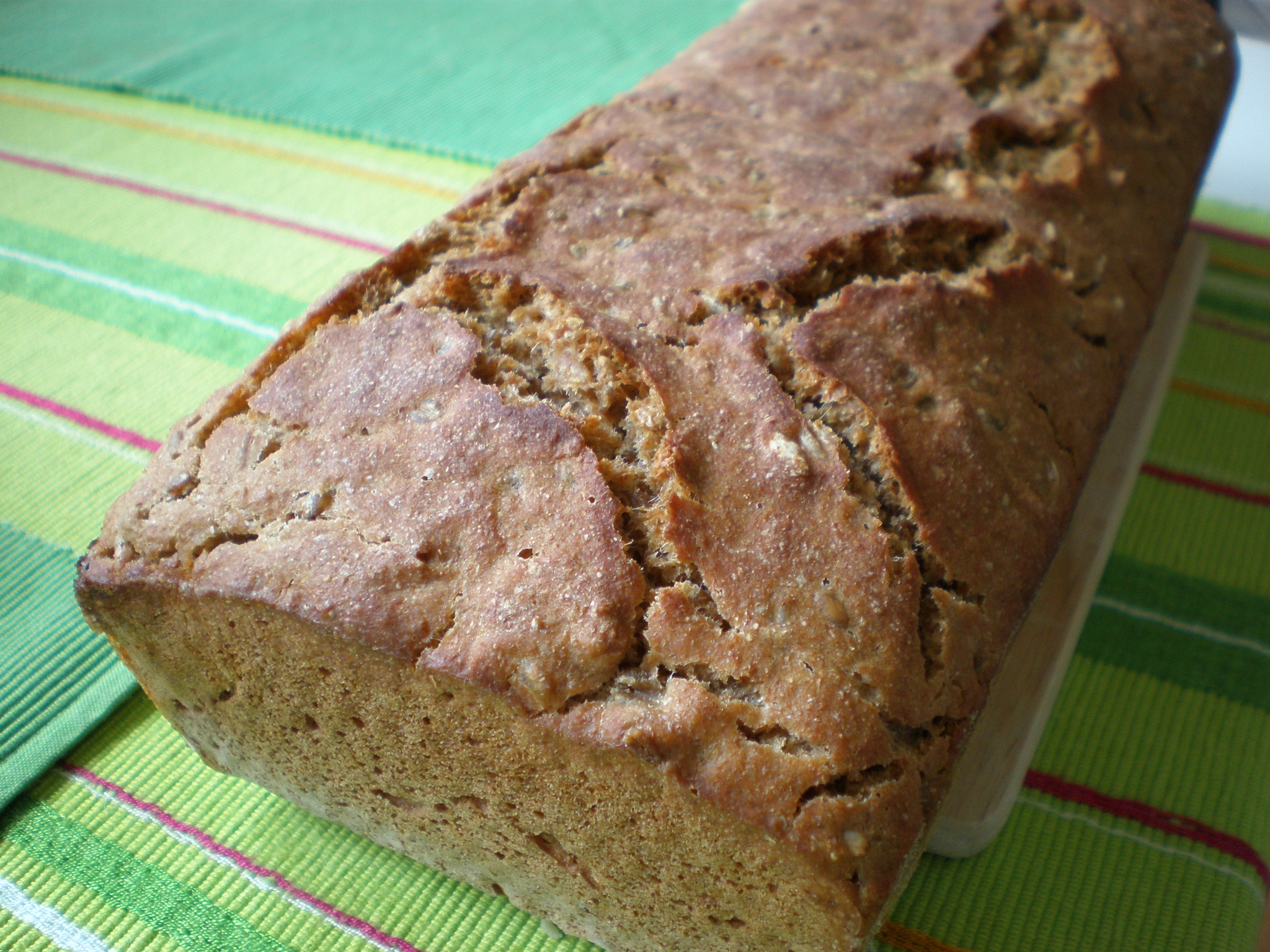
ヴァイツェンフォルコルンブロート

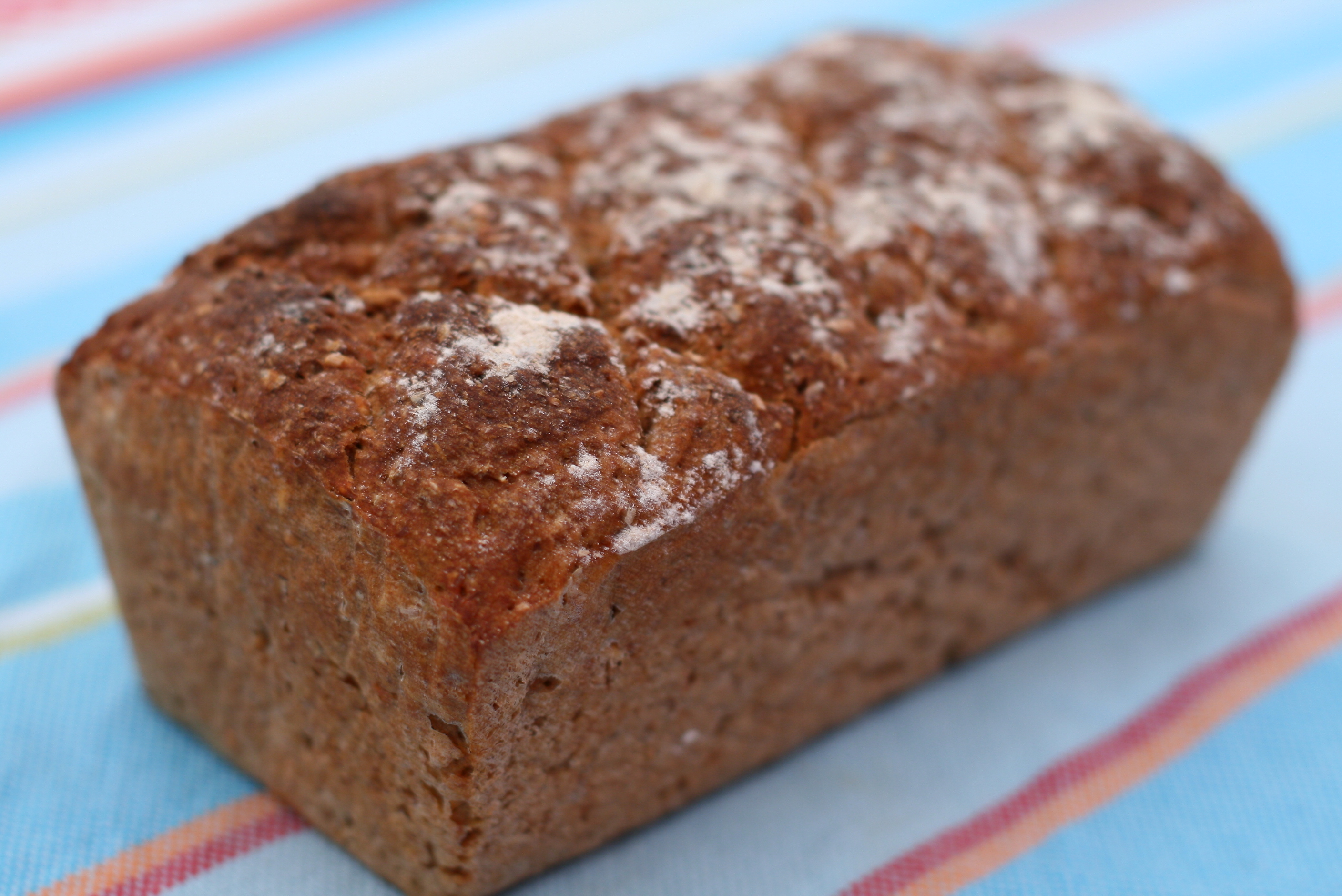
ロッゲンフォルコルンブロート

フォルコルンブロート（ドイツ語: Vollkornbrot）は、ライ麦全粒製品と小麦全粒製品を任意の比率で合わせたものを、最低でも90%使用しており、添加される酸の量の最低でも3分の2がサワー種に由来しているブロート。
小麦全粒製品とライ麦全粒製品の使用比率によって以下のように名称が変わる。
ヴァイツェンフォルコルンブロート（ドイツ語: Weizenvollkornbrot）
最低でも90%の小麦全粒製品から製造されているブロート。
ロッゲンフォルコルンブロート（ドイツ語: Roggenmischbrot）
最低でも90%のライ麦全粒製品から製造されているブロート。
ヴァイツェンロッゲンフォルコルンブロート（ドイツ語: Weizenroggenvollkornbrot）
50%以上が小麦全粒製品であること。
ロッゲンヴァイツェンフォルコルンブロート（ドイツ語: Roggenweizenvollkornbrot）
50%以上がライ麦全粒製品であること。

#### ハーファーフォルコルンブロート
ハーファーフォルコルンブロート（ドイツ語: Hafervollkornbrot）は、最低でも20%のカラスムギ全粒製品を使用し、合計で最低でも90%の全粒製品から製造されているブロート。カラス麦ではなく、大麦など、他の穀物の名称を用いたフォルコルンブロートもこの名称で呼ばれる。

### シュロートブロート
シュロートブロート（ドイツ語: Schrotbrot）は、粗挽きライ麦と粗挽き小麦を任意の比率で合わせたものを、最低でも90%使用しているブロート。
粗挽き小麦と粗挽きライ麦の使用比率によって以下のように名称が変わる。
ヴァイツェンシュロートブロート（ドイツ語: Weizenschrotbrot）
最低でも90%の粗挽き小麦から製造されているブロート。
ロッゲンシュロートブロート（ドイツ語: Roggenschrotbrot）
最低でも90%の粗挽きライ麦から製造されているブロート。
ヴァイツェンロッゲンシュロートブロート（ドイツ語: Weizenroggenschrotbrot）
50%以上の粗挽き小麦であること。
ロッゲンヴァイツェンシュロートブロート（ドイツ語: Roggenweizenschrotbrot）
50%以上の粗挽きライ麦であること。

### プンパーニッケル
プンパーニッケル（ドイツ語: Pumpernickel）は、粗挽きライ麦とライ麦全粒の粗挽きを90%以上使用し、最低16時間の焼成時間を掛けて製造されるブロート。また、添加される酸は、最低でも3分の2がサワー種に由来している。

### トーストブロート
トーストブロート（ドイツ語: Toastbrot）は、最低でも90%の小麦粉から製造されているブロート。

### メーアコンブロート

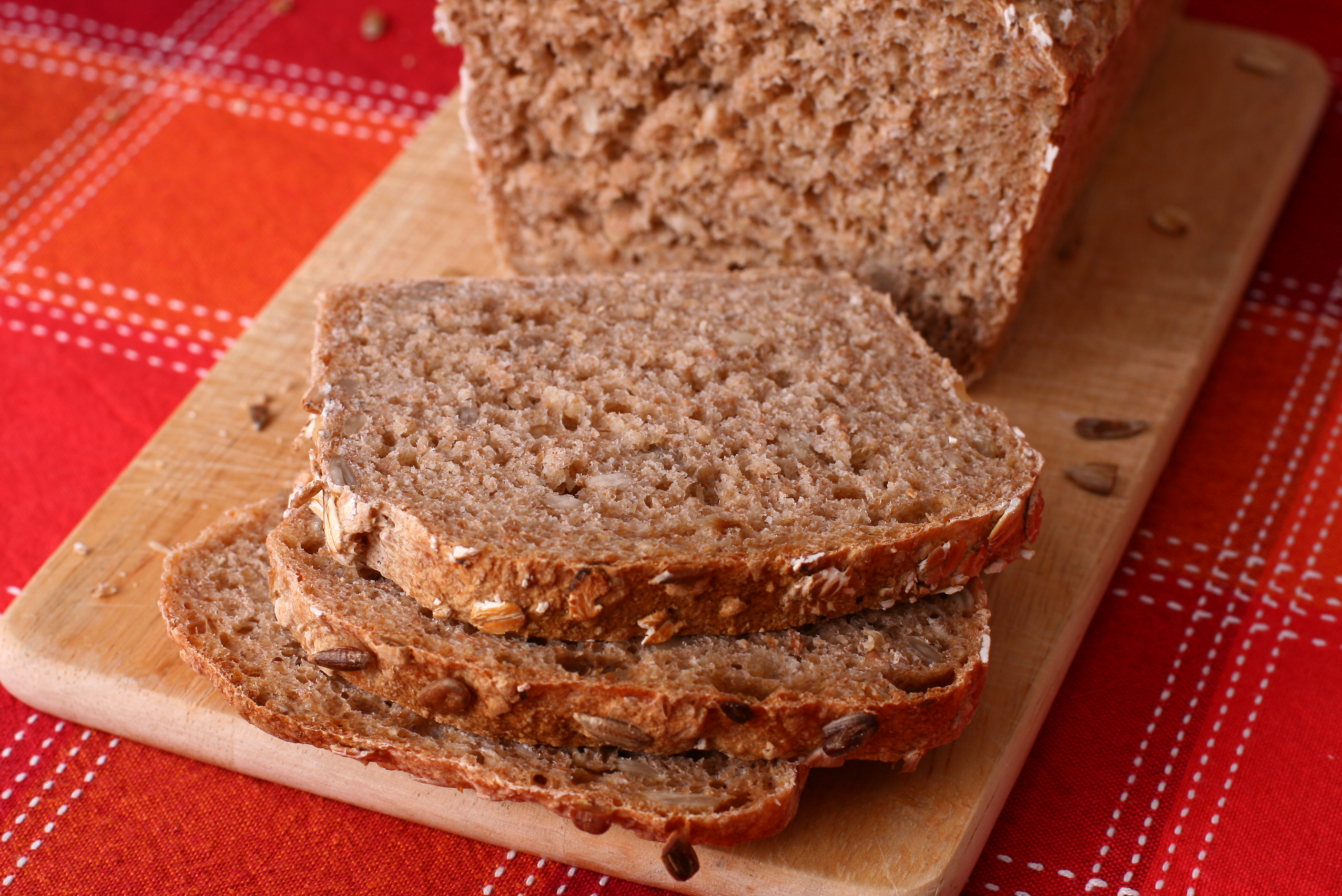
メーアコンブロート

メーアコンブロート（ドイツ語: Mehrkornbrot）は複数の穀粒粉を混ぜ合わせて作るブロート。使用される穀物は小麦、ライ麦のほかに、スペルト小麦、オートミール、ソバなどもあり、製造するパン職人やパン屋に拠る。3種類の穀物を用いたブロートをドライコンブロート（ドイツ語: Dreikornbrot）、4種類をフィアコンブロート（ドイツ語: Vierkornbrot）、5種類をフュンフコンブロート（ドイツ語: Fünfkornbrot）と呼ぶ。

## クラインゲベック
クラインゲベック（ドイツ語: Kleingebäck）は、重量が250グラム以下となるようなブロートよりも小型パンの総称である。ただし、ドイツ語圏でも「ブロート」ほどには用語の統一ができておらず、異名も多い。

### ブレートヒェン
ブレートヒェン（ドイツ語: Brötchen）は、小型の食卓パンの総称として主にドイツ北部で用いられる。「Brot」に指小辞の「-chen」を付けた形式。書き言葉としては、ドイツ全土でも通じる。

### ヴェック
ヴェック（ドイツ語: Weck）はドイツ南西部で用いられる。ヴェッケ（ドイツ語: Wecke）、ヴェッケン（ドイツ語: Wecken）も同様。ドイツ南部以外でもヴェックレ（ドイツ語: Weckle）やヴェックラ（ドイツ語: Weckla）といった語尾変化したと思われる類似語が多く存在している。

### キップフ
キップフ（ドイツ語: Kipf）、キッフェルン（ドイツ語: Kipflen）は、バイエルン州北部のフランケン地方で用いられる。ラーブラ（ドイツ語: Laabla）、ライプライン（ドイツ語: Laiblein）といったフランケン地方特有な単語も多い。

### ゼンメル

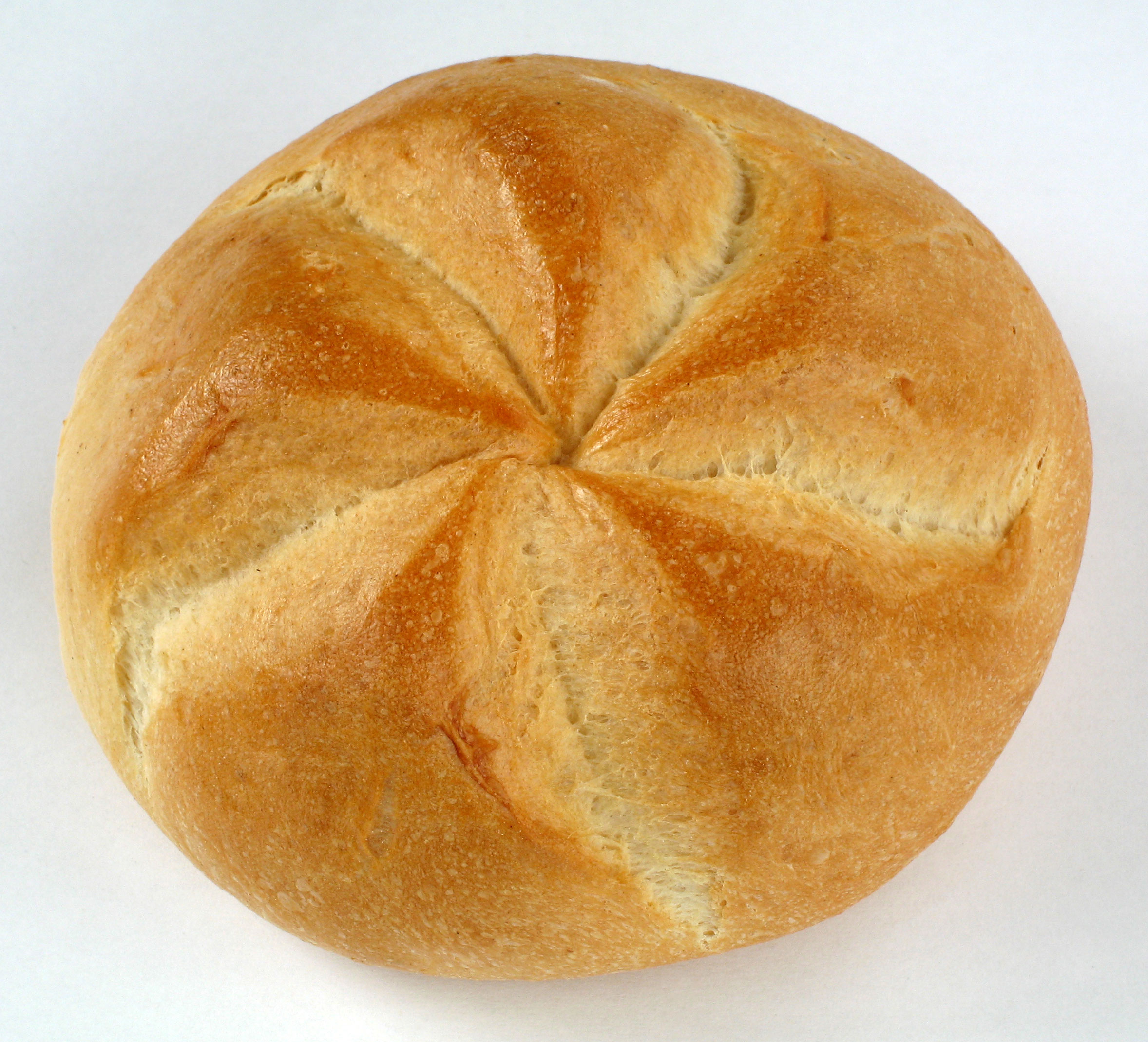
カイザーゼンメル

ゼンメル（ドイツ語: Semmel）、ヴェッケァル（ドイツ語: Weckerl）はバイエルン州などのドイツ南部やオーストリアで用いられている。
- カイザーゼンメル

### ヴェッゲン
ヴェッゲン（ドイツ語: Weggen）、ヴェッグリ（ドイツ語: Weggli)、ムッチュリ（ドイツ語: Mutschli）はスイスでの呼称。

## パンにまつわる格言・ことわざ
- 他人のパンは美味い（Fremd Brot schmeckt wohl） - 「隣の花は赤い」「隣の芝生は青く見える」「隣の糂汰味噌」の意[7]。
- 「涙と共にパンを食べた事の無い者は（"Wer nie sein Brot mit Tränen aß"）」 - 『ヴィルヘルム・マイスターの修業時代』第2巻第13章 ヨハン・ヴォルフガング・フォン・ゲーテ